# Bertrand Meyer

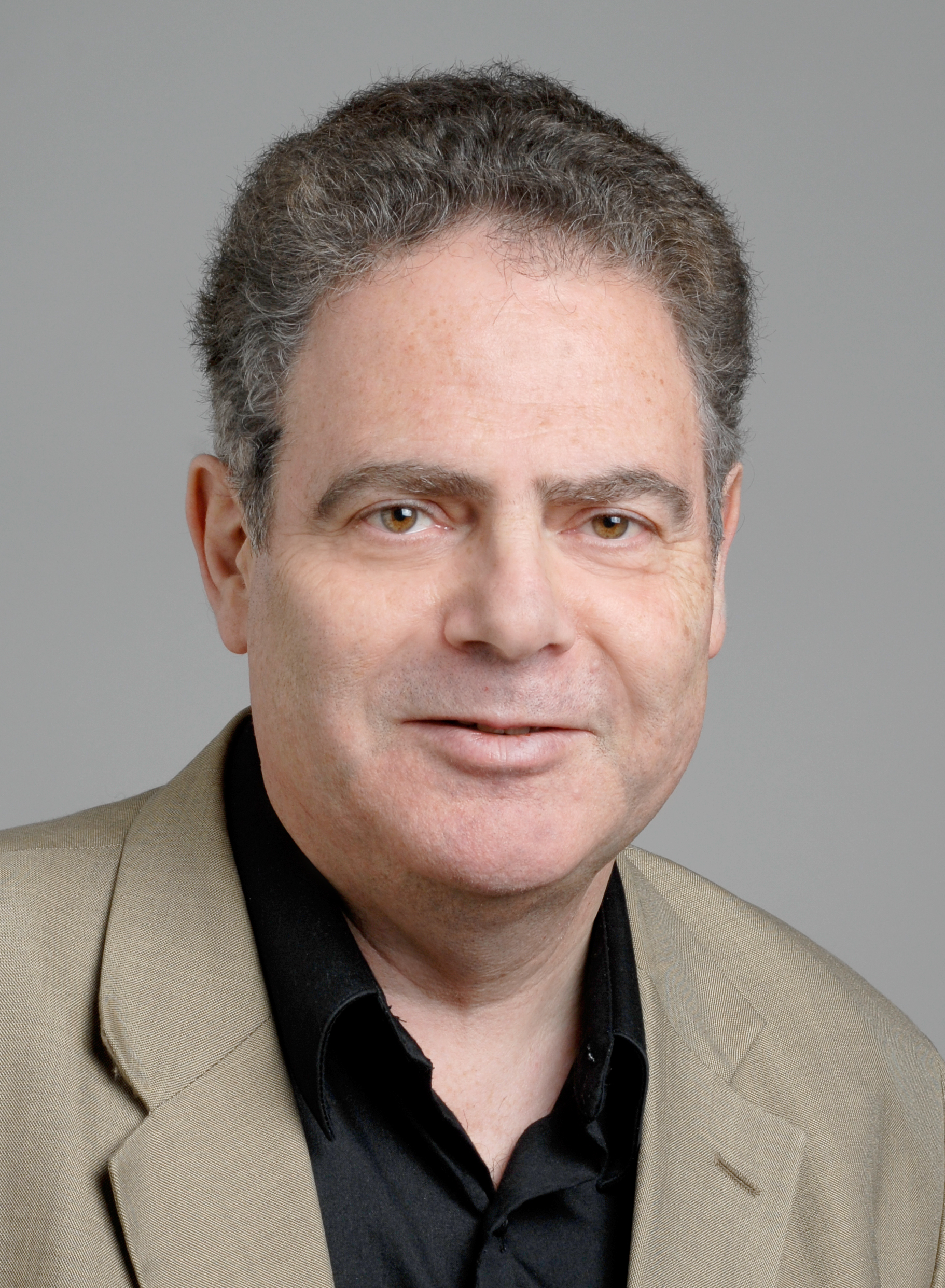
Bertrand Meyer (2015)

Bertrand Meyer (* 21. November 1950 in Frankreich) ist ein französischer Informatiker und Entwickler der Programmiersprache Eiffel.

## Leben
Bertrand Meyer studierte an der französischen École polytechnique und der Stanford-Universität. 1972 graduierte er an der École polytechnique in Paris und 1974 machte er seinen Master in Stanford, nebenher war er am dortigen Artificial Intelligence Labor tätig. Von 1974 bis 1985 war Meyer zunächst Ingenieur, später Leiter der Forschungs- und Entwicklungsabteilung der Électricité de France. Zwischen 1983 und 1985 war er Visiting Professor an der University of California, Santa Barbara. 1985 wurde er an der Universität Nancy zum Dr. sc. promoviert. Im selben Jahr gründete er die Firma Interactive Software Engineering in Santa Barbara und ist deren Firmenpräsident und CTO.
Von Oktober 2001 bis Januar 2016 war er ordentlicher Professor für Software Engineering an der ETH in Zürich als Nachfolger auf dem Lehrstuhl von Niklaus Wirth. Nach seiner Emeritierung ist er noch Professor für Software Engineering am Schaffhausen Institute of Technology (SIT), einem Forschungsinstitut in Schaffhausen, Schweiz.
Bertrand Meyer wurde durch das Buch Object-Oriented Software Construction (deutsch Objektorientierte Softwareentwicklung) bekannt, in welchem er Prinzipien objektorientierten Designs darlegt. Aus diesen Prinzipien entwickelt Meyer die Programmiersprache Eiffel und führt das Konzept Design by contract ein.
Im Jahr 2005 wurde er mit dem Dahl-Nygaard-Preis ausgezeichnet. Andere Ehrungen: ACM Software System Award, ACM Fellow, Mitglied der Academia Europaea (2011) und der französischen Académie des technologies, Ehrendoktor der University of York (GB) und der Staatlichen ITMO-Universität in Sankt Petersburg.

## Schriften
- Objektorientierte Softwareentwicklung, Hanser 1990, ISBN 3-446-15773-5
- Erfolgsschlüssel Objekttechnologie: Managerführer zur Neuorganisation des Softwareprozesses, Hanser 1996, ISBN 3-446-18697-2
- Object-Oriented Software Construction w. CD-ROM (zweite Auflage, englisch), SAMS 1997, ISBN 0-136-29155-4
- Touch Of Class: Learning to Program Well with Objects and Contracts, Springer 2009, ISBN 978-3-540-92144-8
- Agile! The Good, the Hype and the Ugly, Springer 2014, ISBN 978-3-319-05154-3